# Route nationale 53 (Belgique)
Pour les articles homonymes, voir Route nationale 53.
La route nationale 53 est une route nationale belge de 48,5 kilomètres qui relie Charleroi à Chimay via Montigny-le-Tilleul et Beaumont

## Description du tracé

### Communes sur le parcours
- Région wallonne
  -  Province de Hainaut
    - Charleroi
    - Mont-sur-Marchienne
    - Montigny-le-Tilleul
    - Gozée
    - Beaumont
    - Rance
    - Chimay